# .org
.org je generická doména nejvyššího řádu, je jedna z původních domén nejvyššího řádu, které byly uvedeny v lednu 1985. Původně sloužila pro potřeby neziskových organizací USA (zkratka org je od slova organizace), které nesplňovaly požadavky pro registraci ostatních typů domén, ale v současné době může registrovat .org kdokoliv. Jako její alternativy pro fyzické osoby mohou být domény .name a .info.
I když si tuto doménu mohou registrovat organizace kdekoliv na světě, mnoho zemí užívá domény druhého řádu s podobným účelem pod vlastní národní doménou nejvyššího řádu. Tyto domény pak mají většinou formu .org.xy nebo .or.xy, kde xy reprezentuje národní doménou.
Doména .org je občas spojována se svobodným softwarem, jako protiklad k doméně .com, kterou užívá většina komerčních společností. V mnoha příkladech tomu tak je (např. OpenOffice.org), ale většina domén .org se tímto příkladem neřídí.
Je možné registrovat domény se znaky národních abeced, tzv. IDN.